# مقاطعة وودسون (كانساس)
مقاطعة وودسون (بالإنجليزية: Woodson County)‏ هي إحدى المقاطعات في ولاية كانساس، الولايات المتحدة الأمريكية.

## أعلام
- صموئيل جاكسون بارنت